# Anže, Krško
Anže so naselje v Občini Krško. Naselje spada v župnijo Brestanica.